# آبچلیک‌های رنگین‌پا

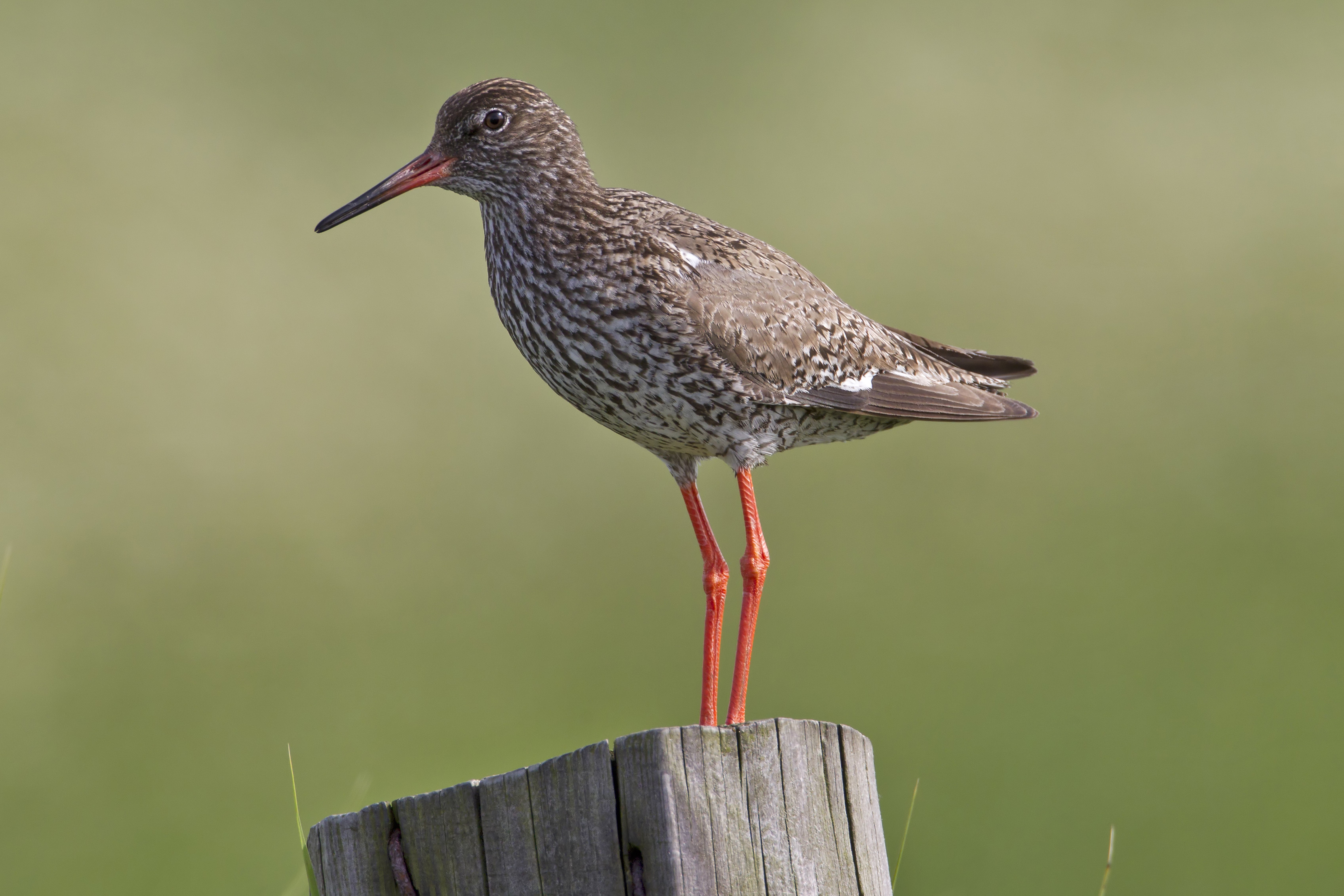
آبچلیک پاسرخ معمولی (Tringa totanus)

آبچلیک‌های رنگین‌پا (نام علمی: Totanus) (Bechstein، ۱۸۰۳) یک نام عمومی است که در گذشته برای پرندگان کنارآبزی یا ساحلی مختلف به کار می‌رفت که اکنون در سردهٔ Tringa جای می‌گیرد. این نام توسط Johann Matthäus Bechstein ایجاد شده‌است، و از نام گونه برای آبچلیک پاسرخ معمولی گرفته شده‌است، که توسط کارل لینه در ۱۷۵۸ ویرایش برجسته خود از Systema Naturae با نام Scolopax totanus، از totano، نام ایتالیایی پرنده توصیف شده‌است.
پرندگانی که زمانی در این سرده قرار می‌گرفتند، عبارتند از:
- آبچلیک پاسرخ معمولی (Totanus totanus)، اکنون Tringa totanus
- آبچلیک پازرد بزرگ (Totanus melanoleucus)، اکنون Tringa melanoleuca
- آبچلیک پازرد کوچک (Totanus flavipes)، اکنون Tringa flavipes
- آبچلیک فربه (Totanus semipalmatus)، اکنون Tringa semipalmata